# سيمون بيتروف
سيمون بيتروف (بالسلوفينية: Simon Petrov)‏ مواليد 27 يناير 1976 في نوفو ميتسو، جمهورية يوغوسلافيا الاشتراكية الاتحادية، هو مدرب كرة سلة سلوفيني ولاعب معتزل. بدأ مسيرته الاحترافية في سنة 1995. يدرب نادي كركا لكرة السلة. يبلغ طوله 6 قدم 2 1⁄4 بوصة (1.9 م). اعتزل اللعب في 2012.

## المسيرة الاحترافية
لعب مع كركا من سنة 1995 إلى 2001، ثم لعب مع أسفيل باسكت في الدوري الفرنسي من سنة 2001 إلى 2003، ثم لعب مع أوليمبيا في موسم 2003–2004، ثم لعب مع سلوفان في موسم 2004–2005، ثم لعب مع ليماسول في موسم 2005–2006، ثم لعب مع بانفيت لكرة السلة في الدوري التركي في سنة 2006، ثم لعب مع أوليمبياس باتراس في موسم 2006–2007، ثم لعب مع إس إس فليتشي سكاندون في الدوري الإيطالي في سنة 2007.

## روابط خارجية
- سيمون بيتروف على موقع الاتحاد الدولي لكرة السلة (الإنجليزية)
- سيمون بيتروف على موقع كرة السلة الأوروبية.كوم (الإنجليزية)
- سيمون بيتروف على موقع ريلجم (الإنجليزية)
- سيمون بيتروف على موقع بروبوليرز (الإنجليزية)
- سيمون بيتروف على موقع سبورتس رفرنس (الإنجليزية)